# Eupithecia discordans
Eupithecia discordans là một loài bướm đêm trong họ Geometridae.